# Clemente Althaus
Clemente Althaus (1790-1836) fou un coronel i cartògraf peruà. És un dels referents de la cartografia peruana del segle xix, ja que va realitzar un aixecament topogràfic del territori de Perú, inventariant els recursos naturals. Fou un dels que organitzaren l'expedició iniciada el 1834 per a explorar el curs dels rius Ucayali i Pachitea. A partir de la documentació que generà es va traçar el mapa general de la República del Perú